# Semper idem
Semper idem (česky „Vždy stejný“ nebo „Vždy týž“) je latinské motto, které má základ v klasickém období (vyskytuje se u Cicerona v díle Tuskulské hovory – Tusculanae disputationes 3,31) a v biblickém kontextu. Znamená koherenci v životě člověka od začátku až do konce života.
Toto motto se stalo také heslem kardinála Alfreda Ottavianiho, který byl známý pro svou přísnost a ztělesňoval nejsilnější tradici Římskokatolické církve.